# Auguste Levêque
Auguste Levêque (Nivelles, 1º marzo 1866 – Saint-Josse-ten-Noode, 22 febbraio 1921) è stato un pittore, scultore e poeta belga, influenzato sia dal realismo che dal simbolismo.

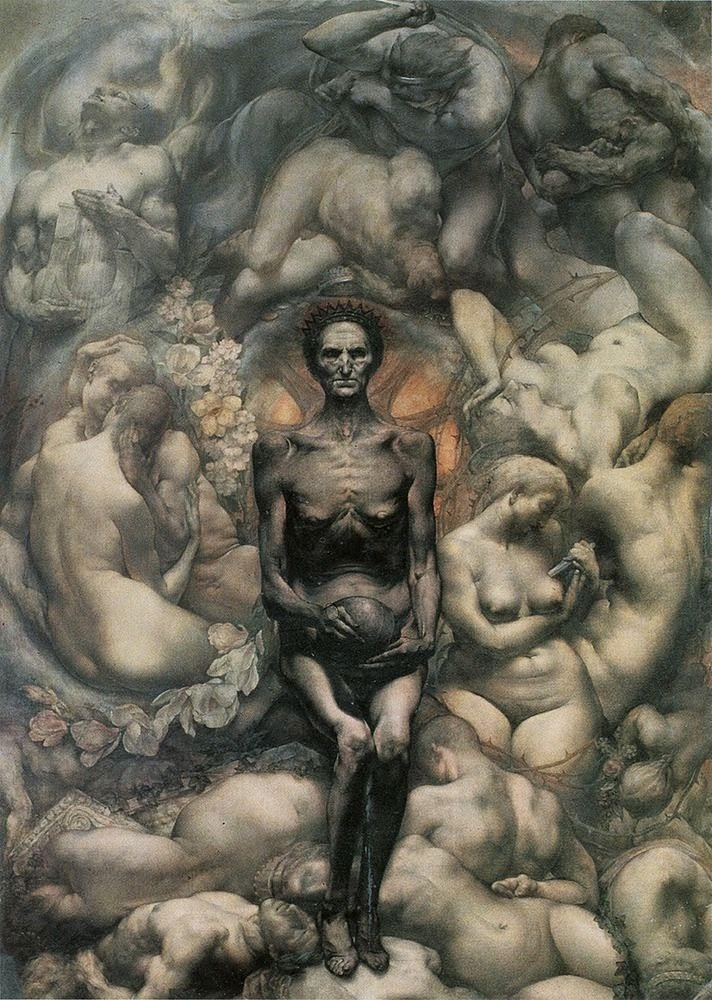
La Parque, 1907

Non va confuso con lo scultore francese Louis-Auguste Lévêque (1814-1875).

## Biografia
Levêque nacque a Nivelles, nel Brabante Vallone. Studiò all'accademia reale di belle arti di Bruxelles seguendo le lezioni di Jean-François Portaels e ottenne il premio Godecharle per il suo dipinto Job nel 1890.

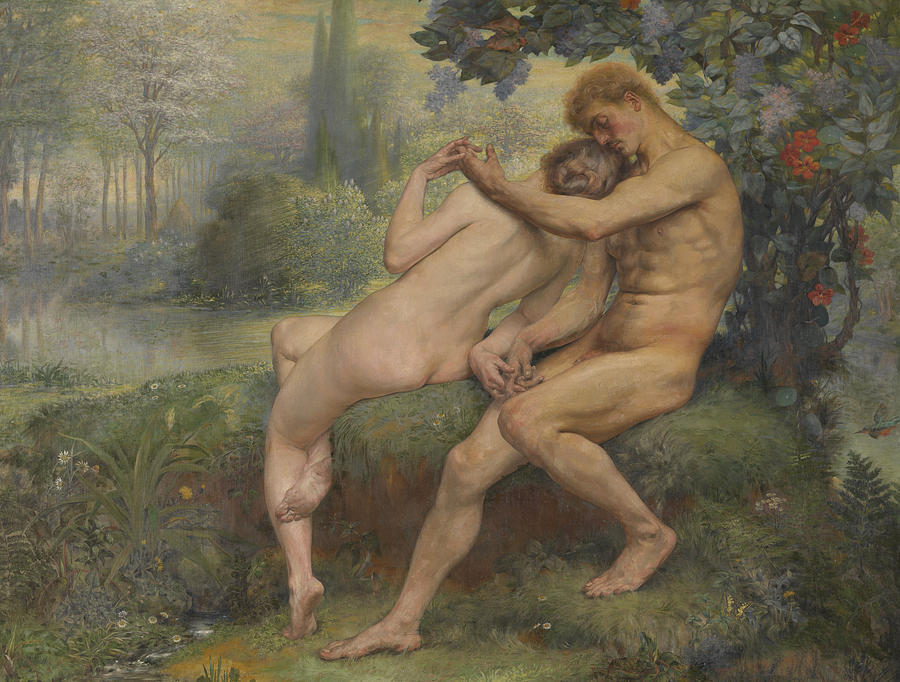
Hymne d'Amour, data sconosciuta

Levêque era un membro del "Salon d'Art Idéaliste", fondato da Jean Delville a Bruxelles nel 1896, che è considerato l'equivalente belga del Salon de la Rose-Croix parigino (al quale, tra l'altro, il pittore aveva partecipato due anni prima). Degli altri membri del gruppo erano Léon Frédéric, Albert Ciamberlani, Constant Montald, Émile Motte, Victor Rousseau, Armand Point e Alexandre Séon. In seguito Levêque lasciò il Salon d'Art Idéaliste a causa di alcuni scontri con il pensiero ideologico di Delville (dato che Auguste si era avvicinato a quello di Joséphin Péladan), difendendo la sua posizione in una lettera aperta su La Ligue Artistique. Il Salone brussellese chiuse i battenti nel 1898. Egli morì a Saint-Josse-ten-Noode, uno dei comuni dell'area metropolitana brussellese nel 1921. Dopo la morte gli venne dedicata una strada nella sua città natale.
Il suo stile realista risente delle influenze del pittore fiammingo Jacob Jordaens e di Antoine Wiertz. Il ritratto di Edmond Picard, raffigurato con gli occhi chiusi, unisce al realismo lo stile simbolista che richiama un dipinto simile di Odilon Redon, intitolato proprio Gli occhi chiusi. Altre opere raffigurano delle scene a soggetto mitologico, come dei baccanali, oppure degli idilli con delle coppie nude immerse nella natura.

## Dipinti scelti

Portrait d'Edmond Picard, 1900

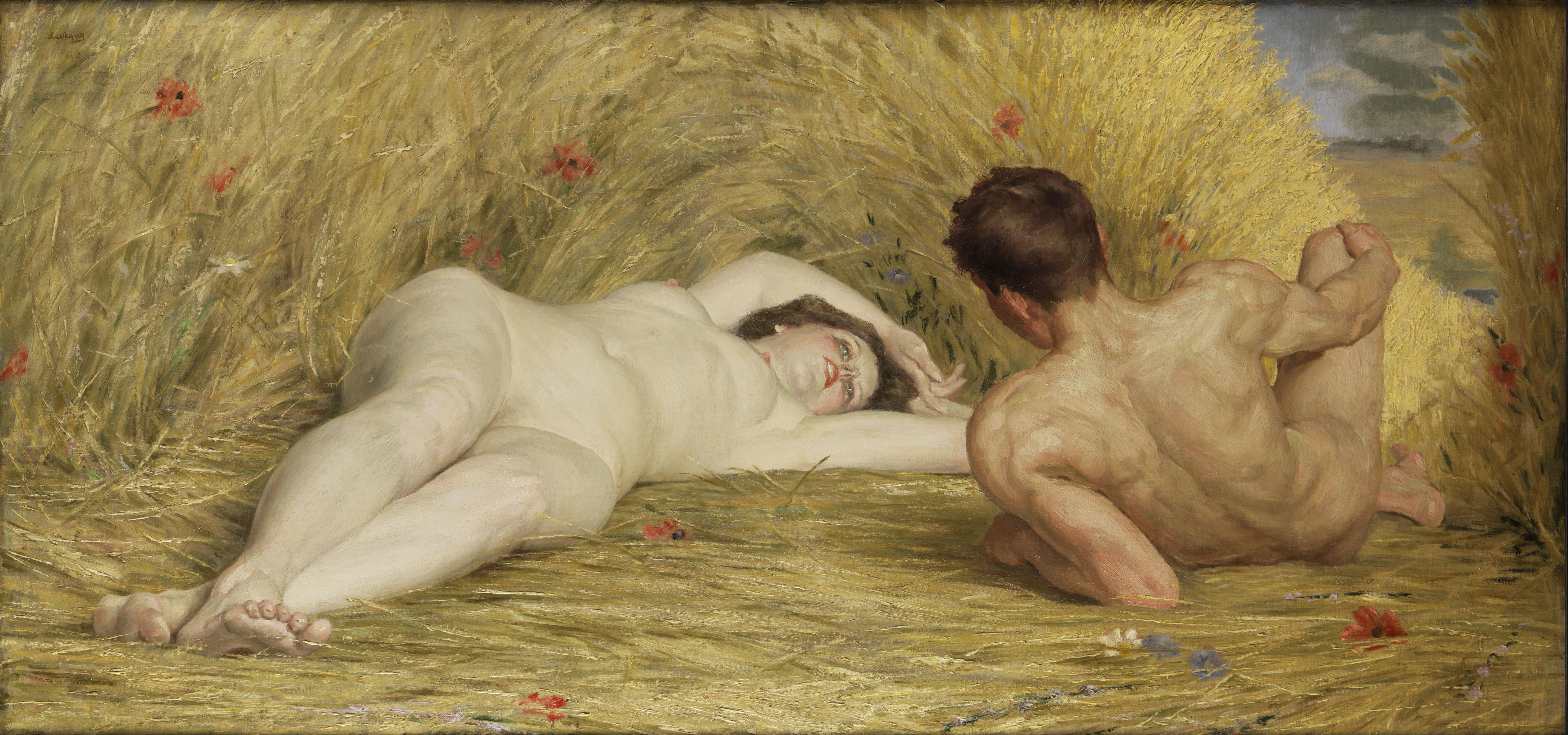
Idylle d'été, 1918

- Job, 1890 circa
- Les Dentelles d'airain
- Mater Dolorosa[6]
- Circé[6]
- Le Dante[6]
- Portrait d'Edmond Picard, 1900
- Pomone, 1904
- Les Mages, 1906
- La Parque, 1906-1907[6]
- Le Repos[6]
- Ouvriers tragiques
- Triomphe de la Mort
- Moisson future
- Hymne d'Amour
- Repos de Diane
- Combat de Centaures
- Idylle d'été, 1918

## Sculture scelte
- Fin de Sodome
- Triomphe de la Vigne
- Combat d'amazones
- Vision païenne